# 노르트브라반트주

노르트브라반트주의 위치

노르트브라반트주(네덜란드어: Noord-Brabant, 북브라반트주)는 네덜란드 남부에 위치한 주로 주도는 스헤르토헨보스, 최대 도시는 에인트호번이며 면적은 4,919km2, 수역 면적은 162km2, 인구는 2,415,946명(2006년 기준), 인구 밀도는 490명/km2이다.
북쪽으로는 자위트홀란트주와 헬데를란트주, 동쪽으로는 림뷔르흐주, 남쪽으로는 벨기에 안트베르펜주와 림뷔르흐주, 서쪽으로는 제일란트주와 접한다. 66개 지방 자치체를 관할한다.
이곳의 쥔더르트는 반 고흐의 고향이다.

주기
주 문장